# Nhóm ba Pasha
Nhóm ba Pasha, còn được gọi là nhóm tam hùng người Thổ Nhĩ Kỳ trẻ  hoặc tam hùng CUP ám chỉ đến một nhóm ba người bao gồm Mehmed Talaat Pasha, Đại tể tướng (thủ tướng) và Bộ trưởng Nội vụ; Ismail Enver Pasha, Bộ trưởng Chiến tranh và Tổng tư lệnh của Quốc vương; và Ahmed Djemal Pasha, Bộ trưởng Hải quân và toàn quyền Syria, người thực sự cai trị Đế quốc Ottoman sau cuộc đảo chính Ottoman năm 1913 và vụ ám sát Mahmud Shevket Pasha sau đó.
Nhóm này đều là thành viên của Ủy ban Trung ương của Ủy ban Liên minh và Tiến bộ. Họ chịu trách nhiệm chính trong việc Đế quốc Ottoman tham gia Thế chiến thứ nhất vào năm 1914, đứng về phía Liên minh Trung tâm và cũng chịu trách nhiệm chính trong vụ diệt chủng khoảng một triệu người Armenia. Công chúng Thổ Nhĩ Kỳ đã chỉ trích rộng rãi những vị pasha này vì đã kéo Đế quốc Ottoman vào Thế chiến thứ nhất và thất bại sau đó. Cả ba đều chết một cách thảm khốc sau chiến tranh, theo đó, Talaat và Cemal bị Liên đoàn Cách mạng Armenia ám sát trong khuôn khổ Chiến dịch Nemesis, trong khi Enver chết khi chỉ huy cuộc nổi loạn Basmachi gần Dushanbe, thuộc Tajikistan ngày nay.
Sau khi họ qua đời, hài cốt của Talaat và Enver đã được chôn cất lại tại Tượng đài Tự do ở Istanbul và nhiều đường phố ở Thổ Nhĩ Kỳ đã được đổi tên để vinh danh họ, gây nên nhiều sự tranh cãi.

## Sử học

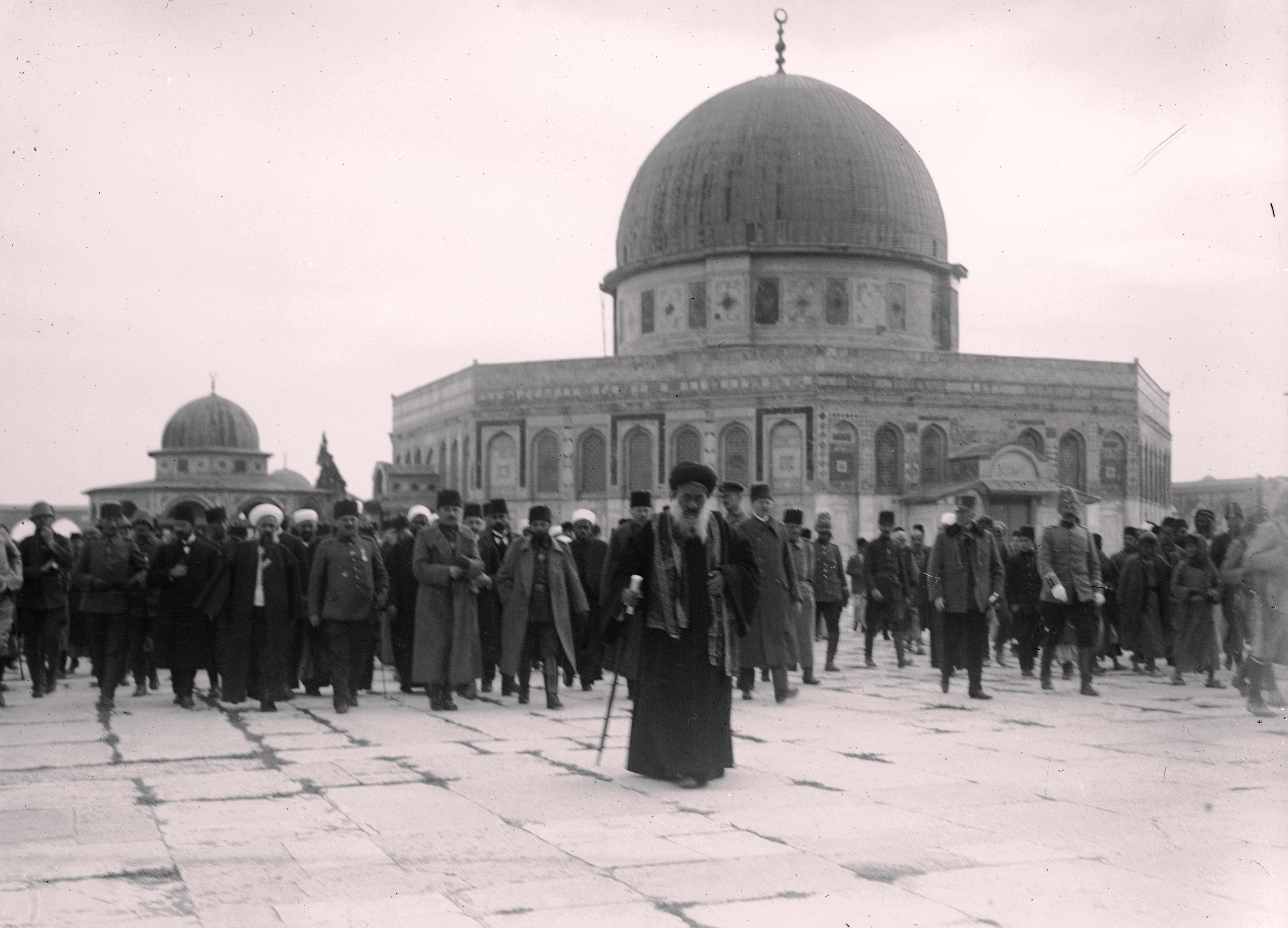
Enver Pasha và Djemal Pasha đến thăm Nhà thờ Dome of the Rock ở Jerusalem trong Thế chiến thứ nhất.

Trong khi nhóm tam đầu chế được coi là bao gồm Talaat, Enver và Cemal, một số người cho rằng Halil Bey là thành viên thứ tư. Nhà sử học Hans-Lukas Kieser khẳng định rằng tình trạng cai trị này của nhóm ba Pasha chỉ chính xác trong năm 1913–1914, và Talat Pasha ngày càng đóng vai trò trung tâm hơn trong tổ chức Đảng Liên minh và Tiến bộ, đặc biệt là sau khi ông trở thành Đại tể tướng vào năm 1917. Erik-Jan Zürcher và Taner Akçam tuyên bố rằng có hai phe phái thống trị Đế chế Ottoman trong Thế chiến thứ nhất, phe quân sự do Enver lãnh đạo và phe đảng/dân sự do Talaat lãnh đạo. Ngoài ra, cũng chính xác khi gọi Đảng Liên minh là một bè phái hoặc thậm chí là một tổ chức đầu sỏ, vì nhiều đảng viên Liên minh nổi tiếng nắm giữ một số hình thức quyền lực trên thực tế hoặc trên pháp lý. Ngoài nhóm ba Pasha và Halil Bey, những nhân vật như Tiến sĩ Nazım, Bahaeddin Şakir, Mehmed Reşid, Ziya Gökalp và Tổng thư ký đảng Midhat Şükrü cũng thống trị Ủy ban Trung ương mà không nắm chức vụ chính thức nào trong chính phủ Ottoman.

## Di sản

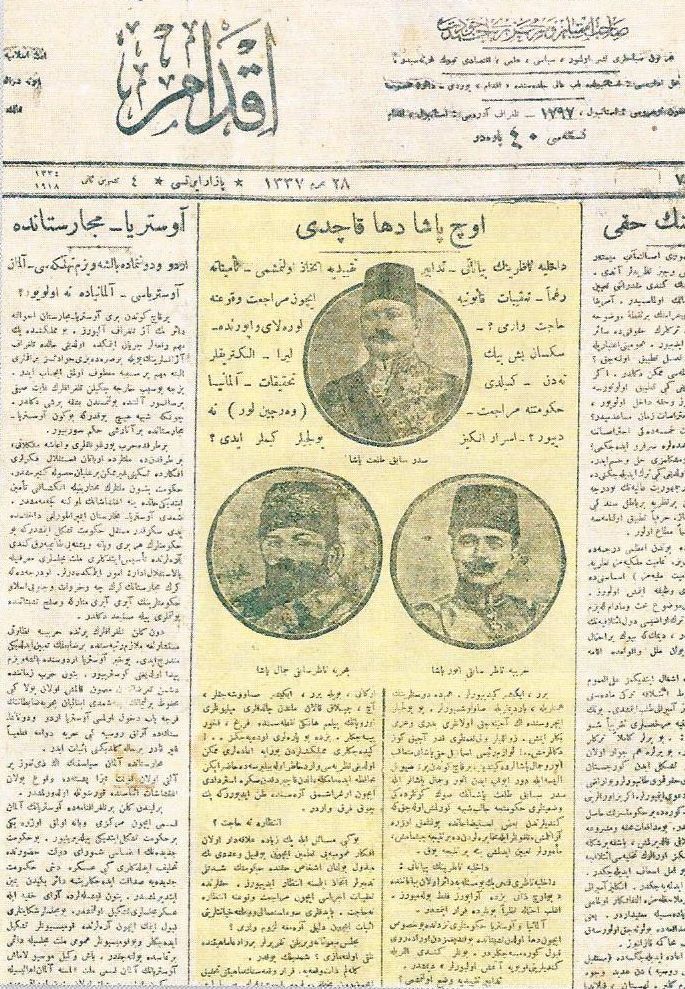
Trang nhất của tờ báo Ottoman İkdam ngày 4 tháng 11 năm 1918 sau khi nhóm ba Pasha chạy trốn khỏi đất nước sau Thế chiến thứ nhất. Hiển thị từ trái sang phải Cemal Pasha; Talaat Pasha; Enver Pasha

Các học giả phương Tây cho rằng sau cuộc đảo chính Ottoman năm 1913, ba người đàn ông này đã trở thành những người cai trị trên thực tế của Đế chế Ottoman cho đến khi tan rã sau Thế chiến thứ nhất. Họ là thành viên của Ủy ban Liên minh và Tiến bộ, một tổ chức tiến bộ mà cuối cùng họ đã kiểm soát và biến đổi thành một đảng chính trị chủ yếu theo chủ nghĩa toàn Turk.
Nhóm ba Pasha là những nhân vật chủ chốt trong Liên minh Ottoman-Đức và việc Đế quốc Ottoman tham chiến Thế chiến thứ nhất, gia nhập phe Liên minh Trung tâm. Một trong ba người, Ahmed Djemal, phản đối liên minh với Đức, và các nỗ lực ngoại giao của Pháp và Nga đã cố gắng giữ Đế quốc Ottoman tránh xa cuộc chiến. Tuy nhiên, Đức lại đang thúc đẩy một cam kết quân sự. Cuối cùng, vào ngày 29 tháng 10, một bước ngoặt không thể quay lại đã xảy ra khi Đô đốc Wilhelm Souchon chỉ huy các tàu chiến SMS Goeben, SMS Breslau, cũng như một đội tàu chiến Ottoman tiến vào Biển Đen và tấn công các cảng Odessa, Sevastopol và Theodosia của Nga (xem thêm: cuộc truy đuổi Goeben và Breslau). Có thông tin cho rằng vào đầu tháng 10 năm 1914, Ahmed Cemal đã cho phép Souchon tiến hành một cuộc tấn công phủ đầu.
Ismail Enver chỉ một lần nắm quyền chỉ huy quân sự (Trận Sarıkamış) và khiến Tập đoàn quân số 3 phải chịu tổn thất nặng nề. Cuộc tấn công kênh đào Suez lần thứ nhất và cuộc nổi dậy của người Ả Rập là những thất bại quan trọng nhất của Ahmed Cemal.

### Sự tham gia vào cuộc diệt chủng người Armenia

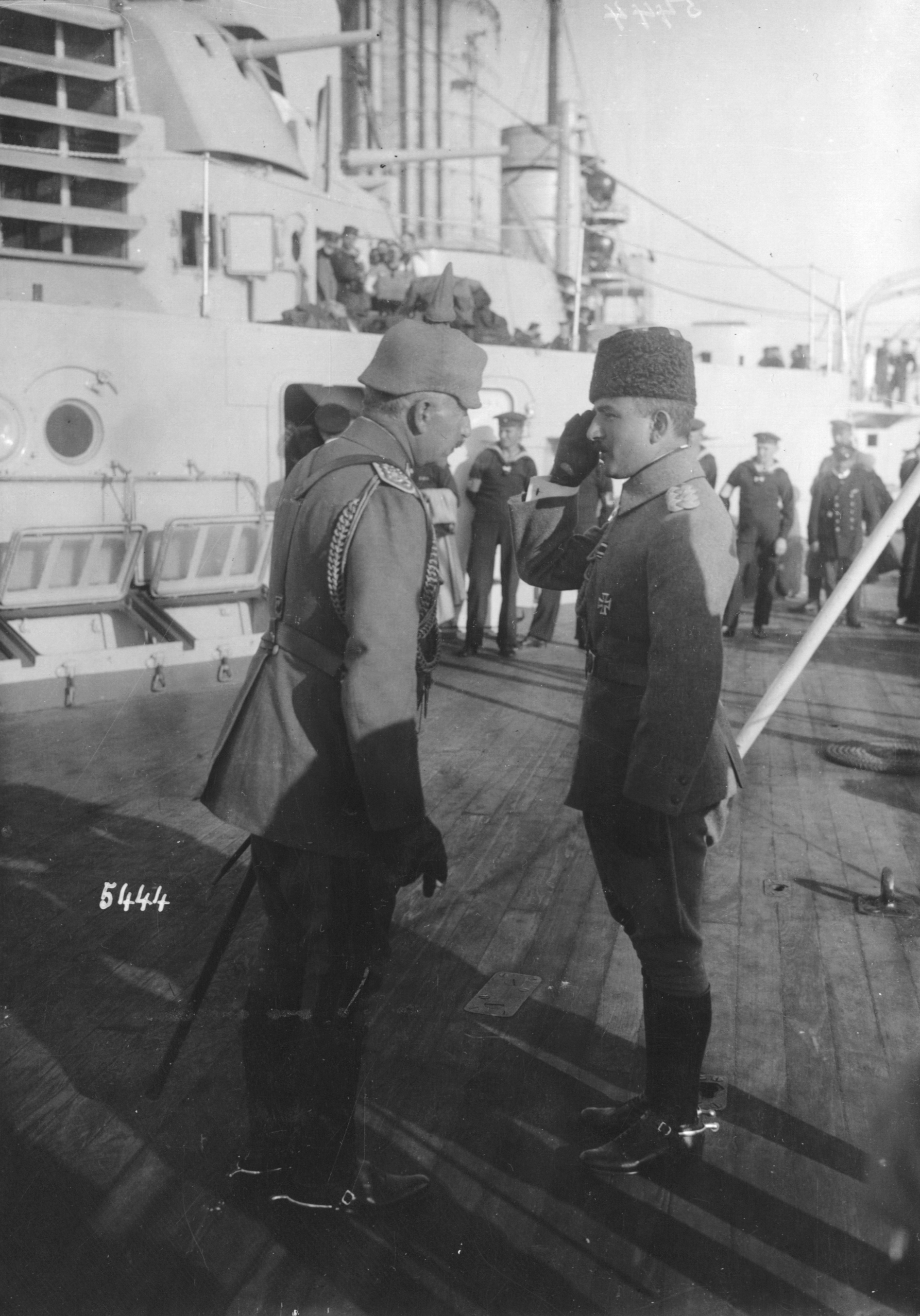
Hoàng đế Wilhelm II (trái) với Enver Pasha (phải), tháng 10 năm 1917. Enver là một trong những kẻ chủ mưu chính của cuộc diệt chủng người Armenia.

Với tư cách là những người cai trị trên thực tế, nhóm ba Pasha đã được coi là những kẻ chủ mưu đằng sau cuộc diệt chủng người Armenia. Sau chiến tranh, cả ba người đều bị đưa ra xét xử (vắng mặt) và bị kết án tử hình, mặc dù bản án không được thi hành. Talaat và Cemal lần lượt bị ám sát khi lưu vong vào các năm 1921 và 1922 bởi những người cách mạng Armenia; Enver chết trong một cuộc phục kích của Hồng quân ở Tajikistan năm 1922 khi đang cố gắng lãnh đạo một cuộc nổi dậy chống Nga.

### Tại Cộng hòa Thổ Nhĩ Kỳ
Sau Thế chiến thứ nhất và Chiến tranh giành độc lập của Thổ Nhĩ Kỳ sau đó, phần lớn dân số của Cộng hòa Thổ Nhĩ Kỳ mới thành lập cũng như quốc phụ là Mustafa Kemal Atatürk đã chỉ trích rộng rãi nhóm ba Pasha vì đã đẩy Đế quốc Ottoman tham gia vào Thế chiến thứ nhất, gây ra sự sụp đổ sau đó của nhà nước. Ngay từ năm 1912, Atatürk (khi đó mang tên Mustafa Kemal) đã cắt đứt quan hệ với Ủy ban Liên minh và Tiến bộ của bộ ba, vì ông không hài lòng với đường lối mà họ dẫn dắt đảng. Ông cũng phát triển sự cạnh tranh với Enver Pasha. Mặc dù sau này Enver đã cố gắng tham gia Chiến tranh giành độc lập của Thổ Nhĩ Kỳ, chính quyền Angora (Ankara) dưới quyền Atatürk đã ngăn cản ông trở về Thổ Nhĩ Kỳ và không cho phép ông tham gia cuộc kháng chiến.